# Teatro romano (architettura)

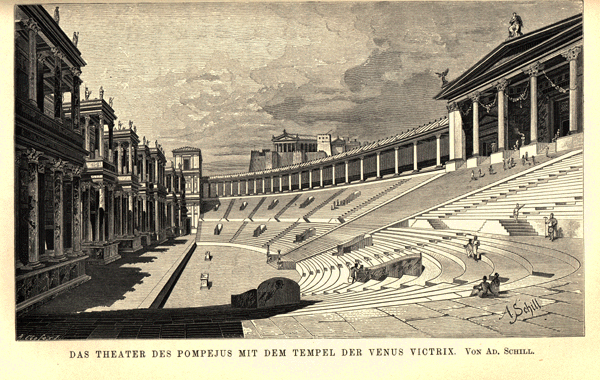
Il teatro di Pompeo a Roma antica.

Il teatro è un edificio usato per spettacoli pubblici. Nell'antica Roma veniva usato per le rappresentazioni teatrali (vedi teatro latino).
I teatri romani furono costruiti in tutte le aree dell'impero, dalla Spagna, al Medio Oriente. Grazie alla capacità dei Romani di influenzare l'architettura locale, numerosi teatri in tutto il mondo hanno caratteristiche unicamente romane.

## Storia

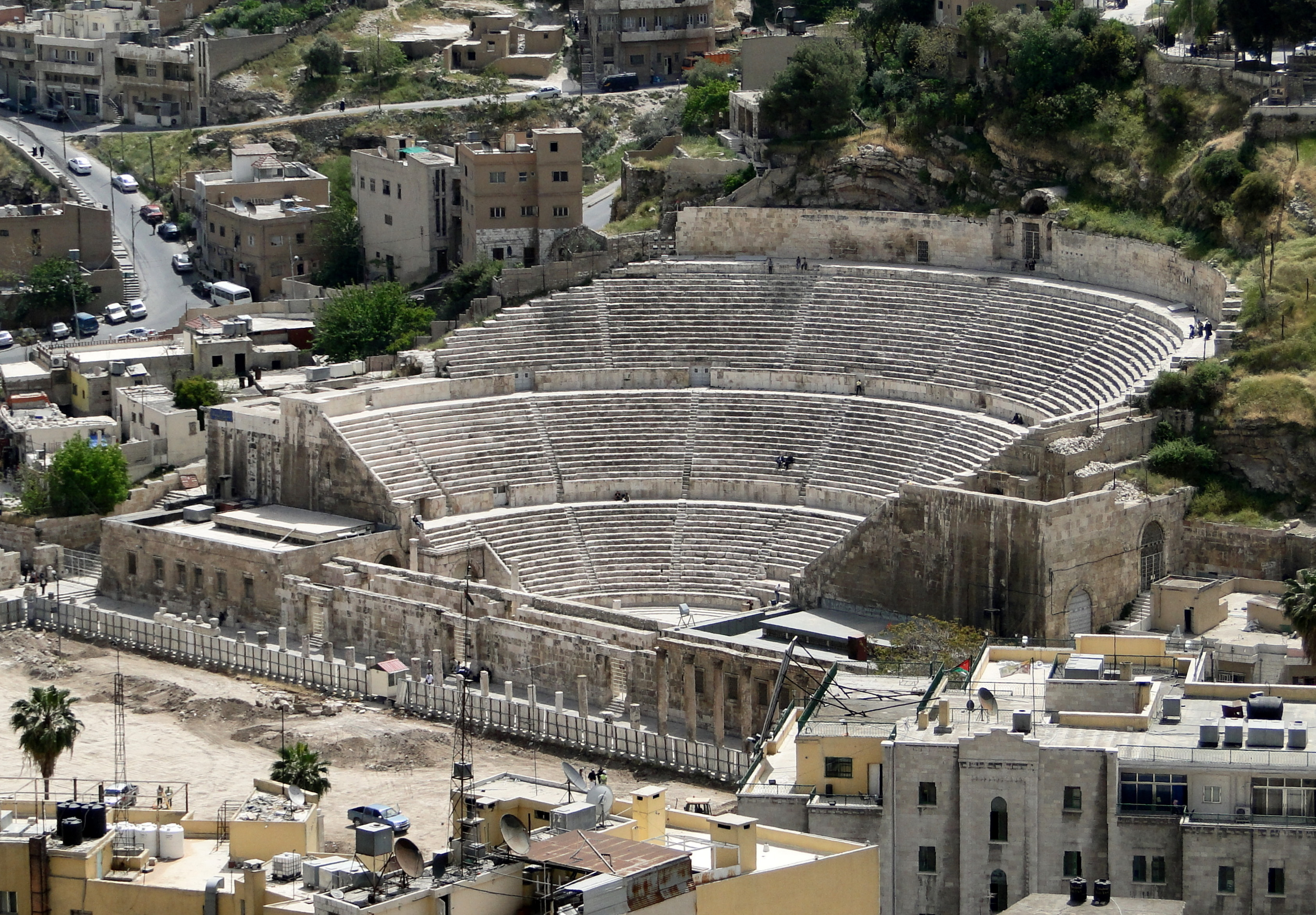
Teatro romano di Amman, in Giordania

I Romani utilizzarono il modello del teatro greco, apportandovi alcune modifiche essenziali. Il primo e più antico teatro romano in muratura è quello costruito in età tardo repubblicana a Bononia (attuale Bologna) verso l'88 a.C., con un emiciclo di circa 75 metri di diametro e gradinate in laterizio. Nel periodo precedente i luoghi degli eventi teatrali erano costruzioni di legno provvisorie spesso erette all'interno del Circo Massimo.
La novità architettonica di questo teatro era quella di avere una struttura totalmente autonoma e autoportante, fondata su una fitta rete di murature radiali e concentriche. Fu successivamente ampliato e abbellito con marmi pregiati in età imperiale da Nerone verso la metà del I sec. d.C. A Roma il primo teatro ad essere costruito interamente in muratura fu quello di Pompeo, del 55 a.C..

## Struttura
Il teatro romano dell'età imperiale è un edificio costruito sopra il piano di calpestio (dent o loc) e non su un declivio naturale come quello greco, e ha una forma chiusa, che rendeva possibile la copertura con un velarium, ed è l'esempio di teatro che più si avvicina all'edificio teatrale moderno.
Le gradinate semicircolari della cavea poggiano ora su archi e volte in muratura, e sono collegate alla scena con loggiati laterali. Questo permette all'edificio del teatro una collocazione autonoma e più flessibile e di dotarsi di una facciata esterna ornata e monumentale. La facciata della scena viene innalzata a numerosi piani e decorata, fino a diventare scenae frons, proscenio. Il teatro romano ha anche un podium, che a volte sostiene le colonne della scaenae frons. La scaena originariamente non fa parte dell'edificio, costruito solo per fornire uno sfondo adeguato agli attori. Alla fine, essa diventa una parte dell'edificio stesso, fatta di cemento. Il teatro stesso è diviso nel palco (orchestra) e nella sezione dei posti a sedere (auditorium). Per il pubblico sono disponibili Vomitoria, cioè entrate e uscite.
L'auditorium, l'area in cui si raccolgono le persone, è costruita talvolta su una piccola collina o pendio nel quale possono facilmente essere collocati posti a sedere accatastati, nella tradizione dei teatri greci. La parte centrale dell'auditorium è ricavata dalla collina o dal pendio, mentre i posti radiali esterni richiedono sostegno strutturale e solidi muri di contenimento. Questo naturalmente non avveniva sempre perché i Romani tendevano a costruite i loro teatri indipendentemente dalla disponibilità di fianchi collinari.
L'uso della scena diventa più complesso per l'uso di macchinari teatrali. Compare il sipario, che durante la rappresentazione si abbassa in un apposito incavo, mentre il velarium di derivazione navale, viene utilizzato per riparare gli spettatori dal sole.
La cavea, la platea semicircolare costituita da gradinate, fronteggia il palcoscenico (pulpitum), che per la prima volta assume una profondità cospicua, rendendo possibile l'utilizzo di un sipario e una netta separazione dalla platea.

### Scenografia
Elementi scenografici sempre presenti erano:
- il proscaenium, la porzione di palcoscenico in legno più vicina al pubblico, raffigurante in genere una via o una piazza, corrispondente all'attuale proscenio.
- la scenae frons: si tratta di una struttura architettonica a due o più piani coperta da tettoria (per esigenze acustiche) riccamente decorata e affrescata; può essere rettilinea o a nicchie; presenta tre porte da cui entravano gli attori
- i periaktoi, di derivazione greca, prismi triangolari rotabili con i lati dipinti con una scena tragica su un lato, comica su un altro e satiresca sul terzo.
- l'aulaeum, un telo simile al nostro attuale sipario, da non confondersi con il simile velum che sormontava a alcuni metri di altezza il sipario stesso, (sconosciuto ai greci)  permetteva veloci cambi di scena o veniva calato alla fine dello spettacolo. In alcuni teatri invece di cadere dall'alto veniva sollevato, da un sistema di antenne telescopiche a scomparsa in un apposito alloggiamento del palcoscenico, quando il telo doveva essere calato.

### Analogie e differenze fra teatri greci e romani
Le analogie fra i teatri romani e i teatri greci precedenti sono dovute in gran parte all'influenza della Grecia antica sul triumviro romano Pompeo. A dire il vero, gran parte dell'influenza architettonica dei Romani proveniva dai Greci, e la progettazione strutturale del teatro ne è solo un esempio. Tuttavia, i teatri romani avevano differenze specifiche: ad esempio avevano proprie fondamenta e non erano costruiti su opere fatte esclusivamente di terra né erano chiusi tutt'intorno da colline naturali. Inoltre i teatri romani erano costruiti in piano e avevano un palcoscenico più ampio rispetto a quelli greci, che sorgevano in collina. Infine nel teatro romano gli spettacoli dovevano solo divertire, mentre nel teatro greco dovevano istruire i cittadini e contribuire anche alla loro formazione morale.
I teatri romani ereditano il loro schema di base dal Teatro di Pompeo, il primo teatro stabile romano, realizzato come detto in precedenza nel 55 a.C.

## Elenco dei teatri romani

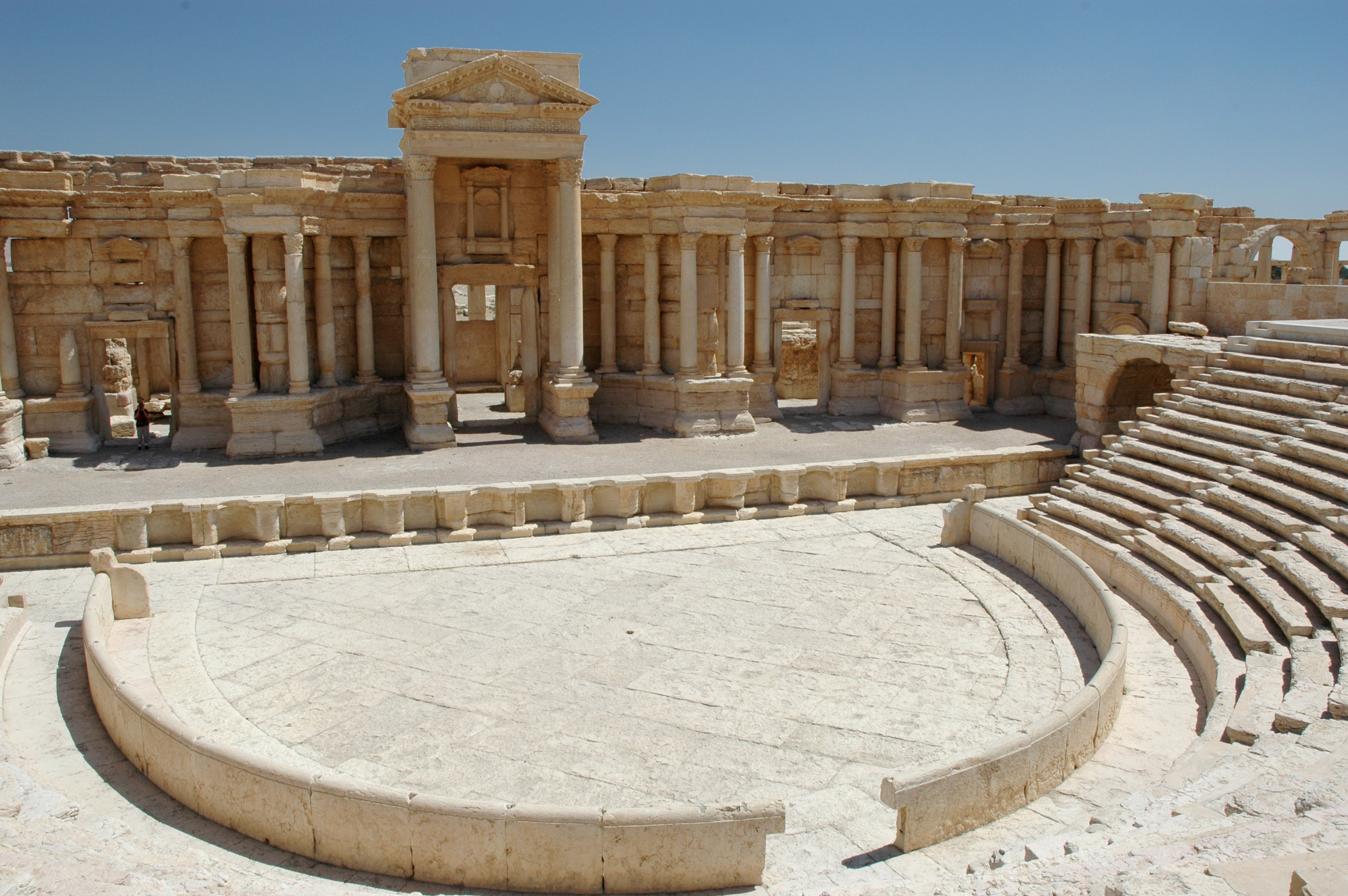
Teatro romano a Palmira

Le rovine di decine di teatri romani sono stati individuati nelle più disparate aree dell'impero romano e la presenza di molti altri è attestata da iscrizioni ed altre fonti storiche.
Alcuni teatri romani, costruiti in legno, furono abbattuti dopo che la festività per la quale erano stati eretti si era conclusa. Questa pratica era dovuta a una moratoria sulle strutture teatrali permanenti che durò fino al 55 a.C., quando fu costruito il Teatro di Pompeo con l'aggiunta di un tempio per evitare la legge. Alcuni teatri romani mostrano segni di non essere mai stati completati fin dall'inizio.
Dentro Roma, pochi teatri sono sopravvissuti ai secoli successivi alla loro costruzione, fornendo poche evidenze sui teatri specifici. L'Arausio, il teatro dell'odierna Orange (Francia), è un buon esempio di un teatro romano classico, con uno scaenae frons incavato, reminiscenza dei modelli del teatro romano occidentale, tuttavia manca della struttura più ornamentale. L'Arausio è in piedi ancora oggi e, con la sua straordinaria acustica strutturale e i posti a sedere ricostruiti, costituisce una meraviglia dell'architettura romana.

## Confronto fra teatri e anfiteatri
Esistono somiglianze tra i teatri e gli anfiteatri dell'antica Roma e dell'antica Italia: entrambi furono costruiti con lo stesso materiale di base, il calcestruzzo romano, e fornivano al pubblico un posto dove andare a vedere numerosi eventi in tutto l'Impero. Tuttavia, si tratta di due strutture completamente diverse, con progettazioni specifiche che si adattano meglio ai diversi eventi che vi vengono svolti. Gli anfiteatri non avevano una buona acustica, mentre i teatri la avevano. Mentre negli anfiteatri si svolgevano le gare e i giochi gladiatori, i teatri ospitavano eventi come spettacoli teatrali, pantomime, eventi corali, e orazioni. La loro progettazione, con la sua forma semicircolare, migliorava l'acustica naturale, a differenza degli anfiteatri romani costruiti a tutto tondo.